# Augustus FitzRoy, 3. hertug af Grafton
Augustus Henry FitzRoy, 3. hertug af Grafton KG PC (født 28. september 1735, død 14. marts 1811) var en britisk statsmand fra Whig-partiet. Han var premierminister fra 1768 til 1770.

## Medlem af Underhuset
Augustus FitzRoy var medlem af Underhuset i 1756 – 1757.

## Medlem af Overhuset
I 1757 – 1811 var Augustus FitzRoy hertug af Grafton og medlem af Overhuset.

## Inden- og udenrigsminister
I 1765 – 1766 var Augustus FitzRoy indenrigsminister for Nordengland og Skotland samt udenrigsminister for de protestantiske lande (dvs. Nordeuropa).

## Premierminister
I 1766 – 1770 var Augustus FitzRoy første skatkammerlord og regeringens politiske ordfører i Overhuset.
Han var premierminister fra 1768 til 1770.

## Storseglbevarer
Augustus FitzRoy var storseglbevarer i 1771 – 1775 og igen i 1782 – 1783.